# Gustavo Ponce Meléndez
Gustavo Ponce Meléndez es un político mexicano, antiguo secretario de Finanzas del Gobierno del Distrito Federal. Es licenciado en Economía por la Universidad Autónoma Metropolitana. Se inició en la Administración Pública en 1978, participando en los sexenios de los presidentes Carlos Salinas de Gortari y Ernesto Zedillo desempeñando labores de control, fiscalización y definición del ejercicio de la administración y el gasto público. Trabajó en las secretarías de Hacienda y Crédito Público y la de Turismo, así como en la Comisión Nacional de los Salarios Mínimos; en la antigua Secretaría de Energía, Minas e Industria Paraestatal; en el Instituto Nacional del Consumidor; en la Coordinación General de Abasto y Distribución del Departamento del Distrito Federal y en Almacenes para los Trabajadores del Departamento del Distrito Federal. De 1996 a 1997 fue coordinador General Técnico en la Contaduría Mayor de Hacienda de la Asamblea Legislativa del Distrito Federal y posteriormente director general de Programación y Presupuesto para el 8 de agosto de 1998 asumir la Subsecretaría de Egresos del Distrito Federal. El 16 de julio de 2003 fue nombrado por Andrés Manuel López Obrador secretario de Finanzas.

## Escándalo en el Casino Bellagio de Las Vegas
Fue grabado mientras apostaba en una mesa de juego en el casino Bellagio, en Las Vegas, Nevada. Luego de conocerse la grabación el 2 de marzo de 2004, el entonces jefe de Gobierno del Distrito Federal, Andrés Manuel López Obrador, anunció su destitución como secretario de Finanzas, mientras elementos de la Policía Judicial lo buscaban en su domicilio toda vez que la Procuraduría General de Justicia del Distrito Federal giró una orden de presentación en su contra, para que compareciera y aclarara sus apuestas y su presunta participación en un fraude por 31 millones de pesos en la delegación Gustavo A. Madero.

## Acusaciones
El 8 de marzo por su parte, la Procuraduría de Justicia del Distrito Federal encontró elementos para acusarlo de fraude genérico, enriquecimiento ilícito y peculado, por lo que el juzgado 11 penal del Reclusorio Norte libró orden de aprehensión en su contra.
Al conocer la difusión de los videos en donde se encontraba  1 de marzo de 2004, huyó de la justicia y no fue hasta octubre de 2004 cuando fue detenido por elementos de la Agencia Federal de Investigación en Tepoztlán, Morelos.  
El 13 de abril de 2009 el juez Primero de Distrito en materia penal del estado de México lo sentenció a 8 años y 16 días de prisión, así como una multa de 661 días por lavado de dinero. Estuvo preso en el penal federal del Altiplano acusado de lavado de dinero pero obtuvo anticipadamente su libertad. 
El 23 de agosto de 2011 la procuraduría de la Ciudad de México cumplimentó la orden de aprehensión girada por el Juzgado 12 Penal por el delito de fraude genérico toda vez que Gustavo Ponce Meléndez abandonó el 22 de agosto el penal federal de El Altiplano, donde se encontraba recluido, tras terminar con los certificados del servicio médico del centro penitenciario. Por tal motivo fue reaprehendido e ingresado al Reclusorio Norte, para enfrentar el delito que se le imputa relacionado con una afectación contra el gobierno capitalino por aproximadamente 30 millones de pesos.
El 14 de marzo de 2014 el ex servidor público abandonó el reclusorio, al haber recobrado su libertad mediante amparo liso y llano.
Al respecto, el Consejo de la Judicatura Federal dio a conocer mediante nota informativa que el Cuarto Tribunal Colegiado en Materia Penal del Primer Circuito, en su sesión plenaria de 13 de marzo de 2014, resolvió el juicio de amparo directo 250/2013 otorgando a Gustavo Ponce Meléndez el amparo liso y llano, pues concluyó que los elementos de prueba considerados por la Primera Sala del Tribunal Superior de Justicia del Distrito Federal para emitir sentencia condenatoria por fraude contra el exsecretario de Finanzas del Distrito Federal eran insuficientes para demostrar su plena responsabilidad en tal delito.